# Berberis cliffortioides
Berberis cliffortioides är en berberisväxtart som beskrevs av Friedrich Ludwig Diels. Berberis cliffortioides ingår i släktet berberisar, och familjen berberisväxter. Inga underarter finns listade i Catalogue of Life.